# Croix hosannière de Montrol-Sénard
La croix hosannière de Montrol-Sénard est une croix de cimetière située à Montrol-Sénard, en France.

## Localisation
La croix est située dans le département français de la Haute-Vienne, sur la commune de Montrol-Sénard, dans le cimetière.

## Historique
La croix est classée au titre des monuments historiques le 21 mars 1979.